# Jet d'Eau

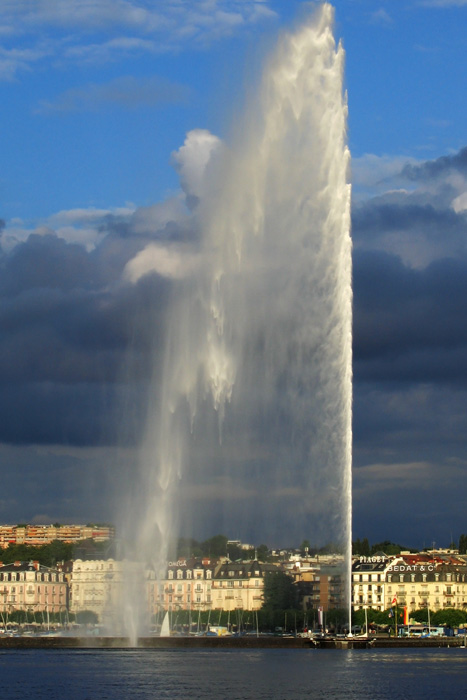
El Jet d'Eau en Ginebra

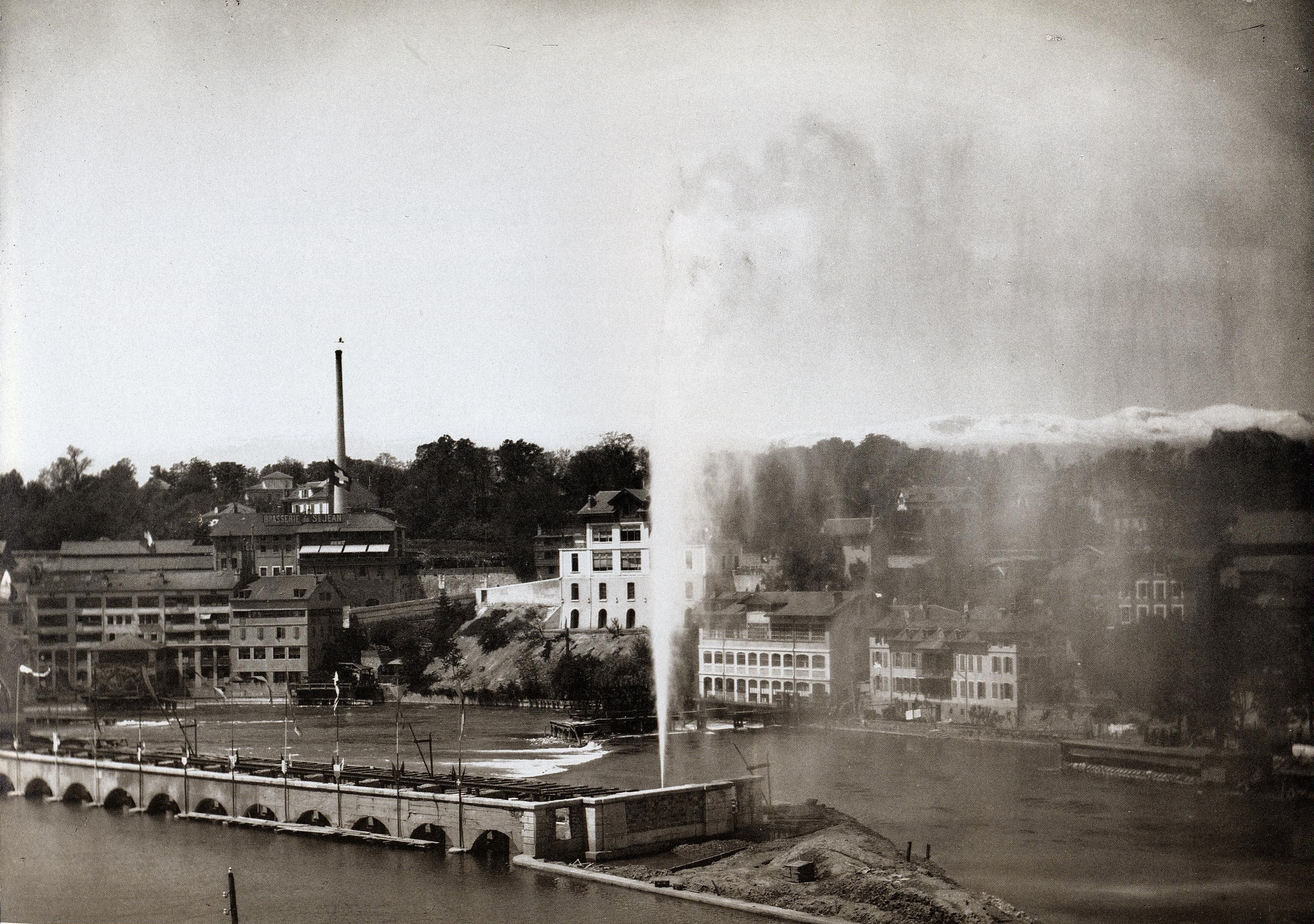
El primer jet d'eau, en torno a 1886.

El Jet d'Eau (pronunciación en francés: /ʒɛ do/, en español jet de agua) es una gran fuente situada en Ginebra, Suiza. Es uno de los monumentos más importantes de la ciudad. Aparece en la página web oficial de turismo de la ciudad y en el logo oficial de la celebración de la Eurocopa de 2008 en Ginebra. También es una de las fuentes más grandes del mundo. Situada en el lugar en el que el lago de Ginebra desemboca en el río Ródano, es visible desde toda la ciudad y el aire, incluso volando a una altitud de 10 km por encima de Ginebra.
Dos bombas de 500 kW lanzan quinientos litros de agua por segundo a una altura de 140 metros. Las bombas operan a 2400 V y consumen más de un megavatio de electricidad. El agua sale de la boquilla a una velocidad de 200 km/h. Cuando está en funcionamiento, hay unos 7000 litros de agua en el aire en cada momento. Los visitantes desprevenidos de la fuente (a la que se puede acceder a través de un muelle de piedra desde la orilla del lago) pueden ser sorprendidos al verse empapados tras un ligero cambio en la dirección del viento.

## Historia
El primer Jet d'Eau se instaló en 1886 en la Usine de la Coulouvrenière, un poco más río abajo de su ubicación actual. Se usaba como válvula de seguridad de una red de energía hidráulica y podía alcanzar una altura de 30 metros. En 1891, se reconoció su valor estético y se trasladó a su ubicación actual para celebrar el Festival Federal de Gimnasia y el 600º aniversario de la Confederación Suiza, ocasión en la que funcionó por primera vez. Su altura máxima era de unos 90 metros. El actual Jet d'Eau fue instalado en 1951 en una estación de bombeo parcialmente sumergida para bombear agua del lago en lugar de agua municipal. Su altura actual es de 140 metros.
Desde 2003, la fuente ha funcionado durante el día todo el año, excepto en caso de heladas y vientos especialmente fuertes. También funciona por la noche entre primavera y otoño y está iluminada por doce luces con un total de 108 kW.

## Galería de imágenes

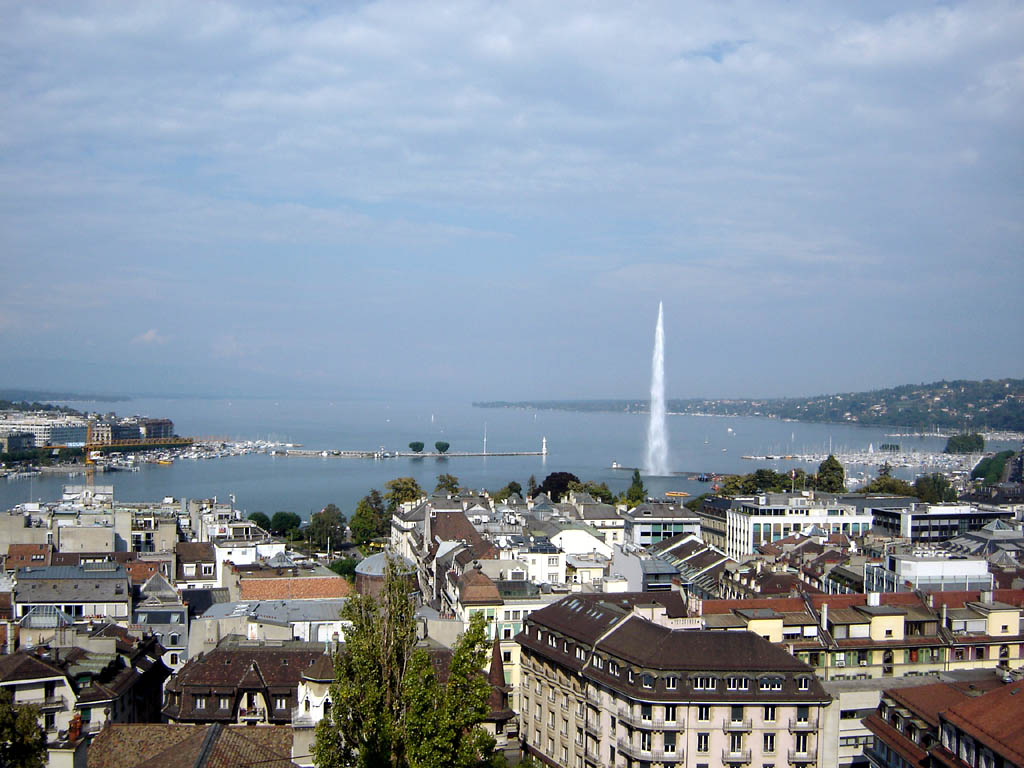
Vista desde la Catedral de Ginebra
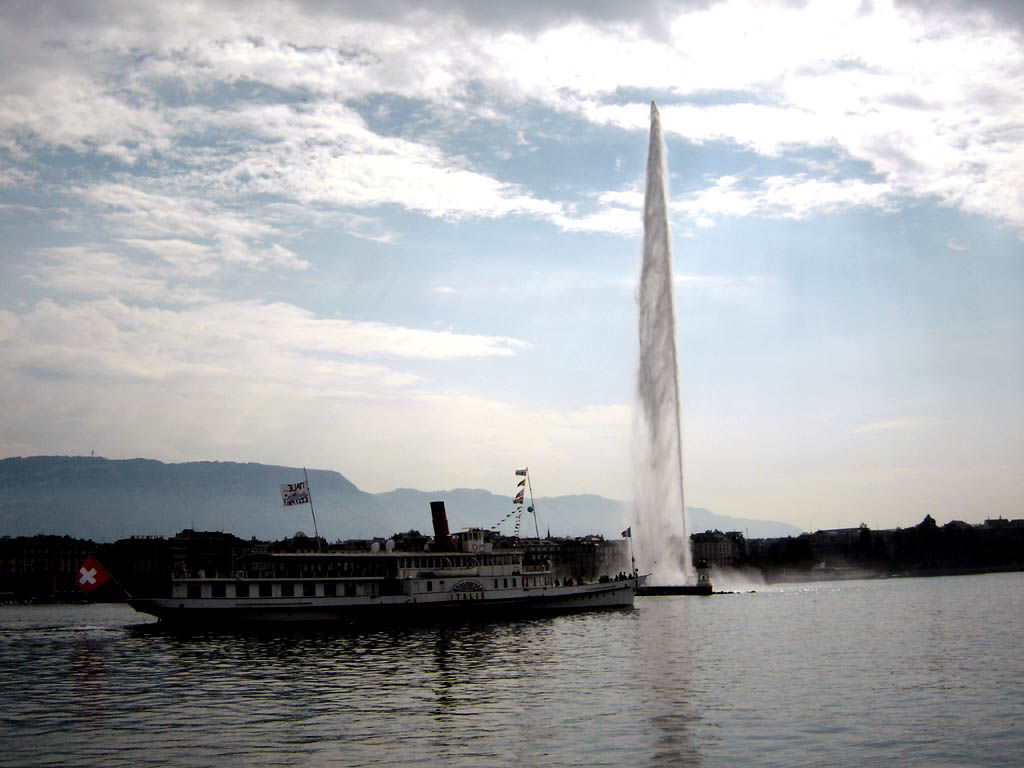
Un barco en el lago de Ginebra
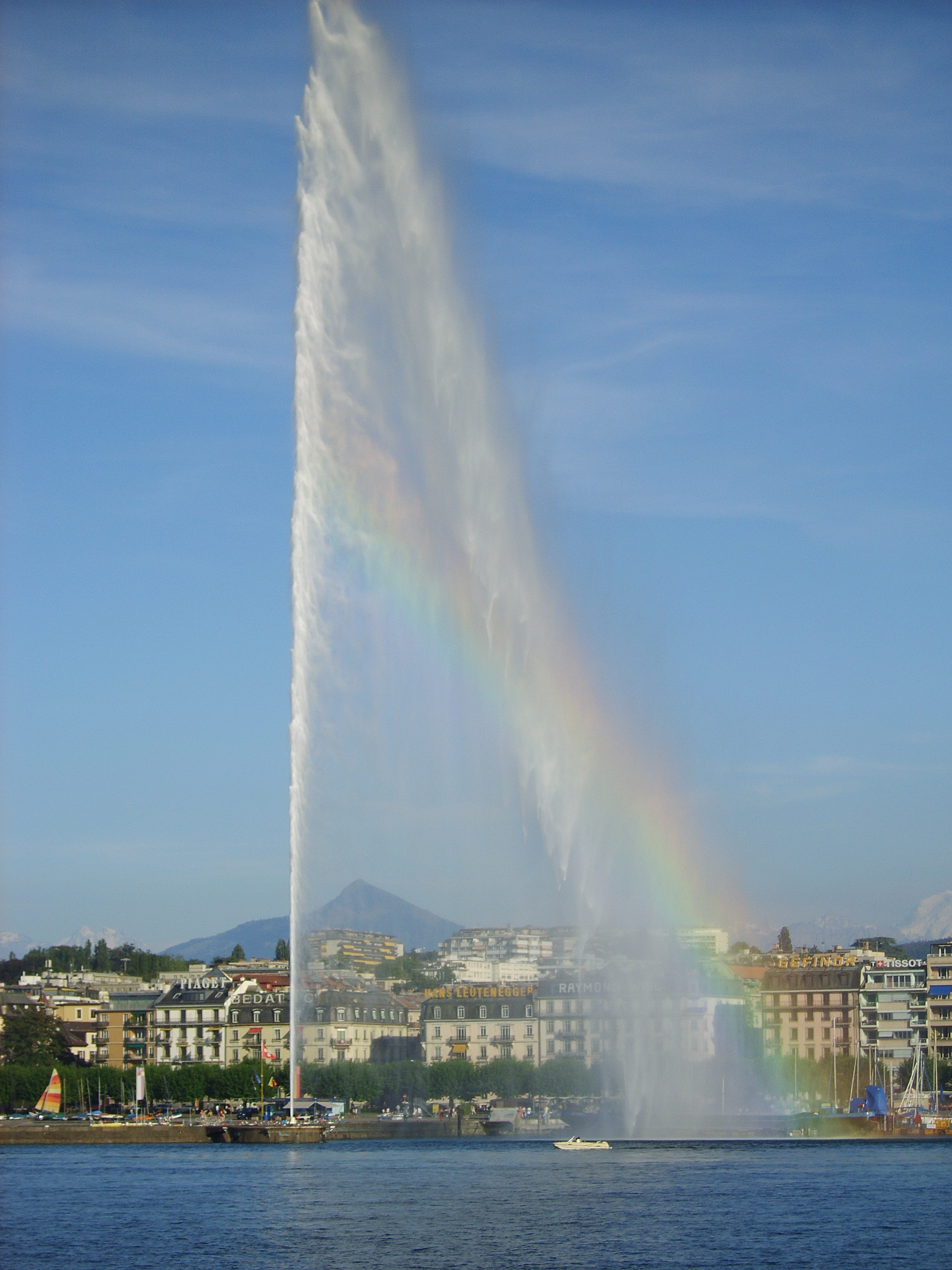
Jet d'Eau con un arcoíris
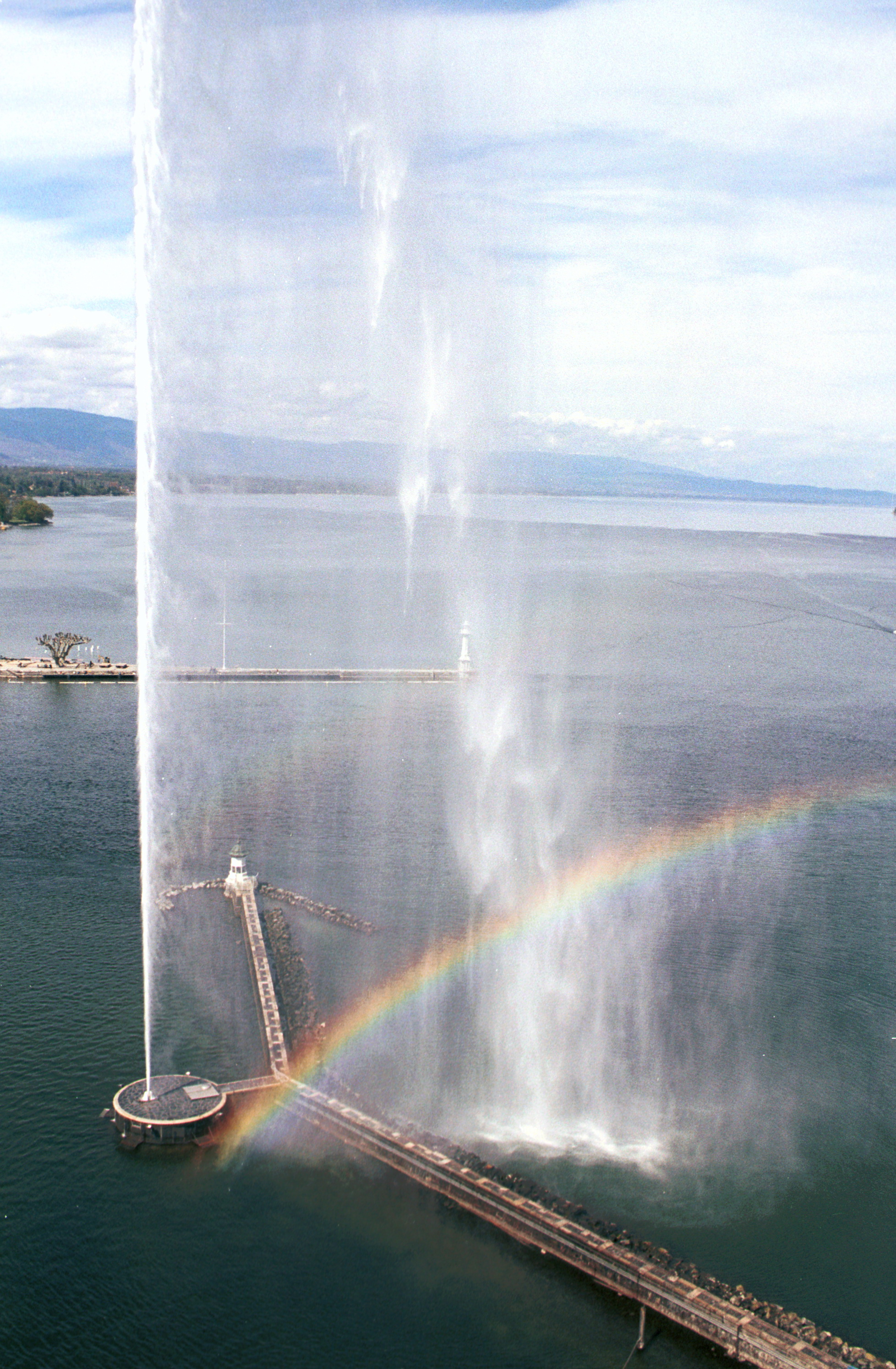
Vista aérea
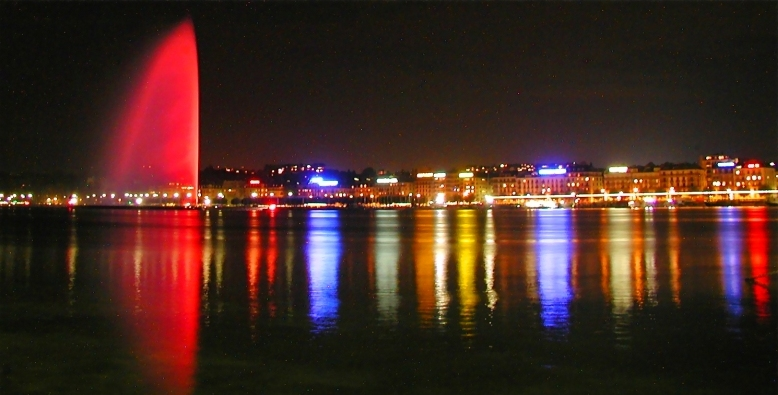
Jet d'Eau iluminado
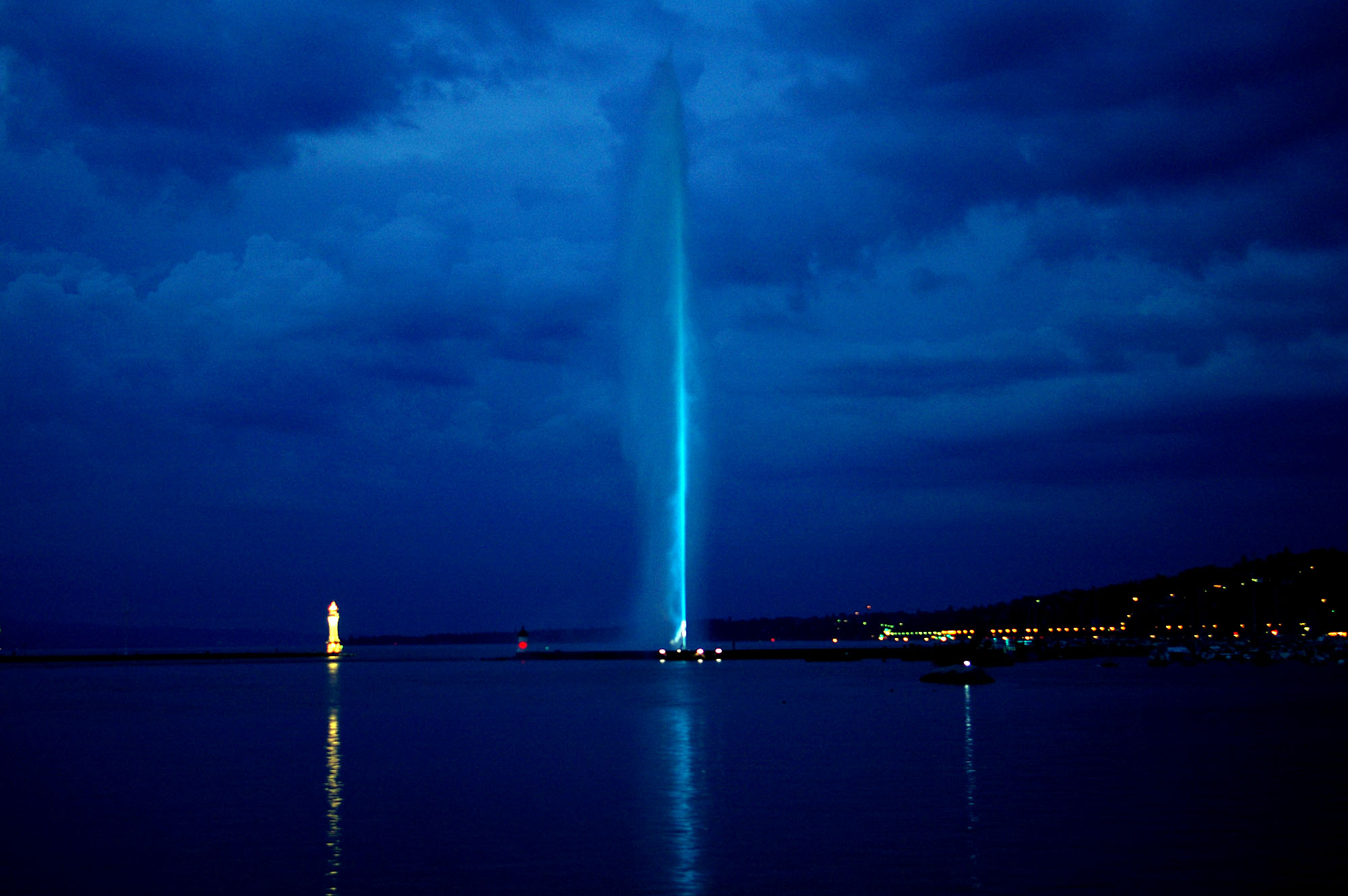
Jet d'Eau iluminado de azul
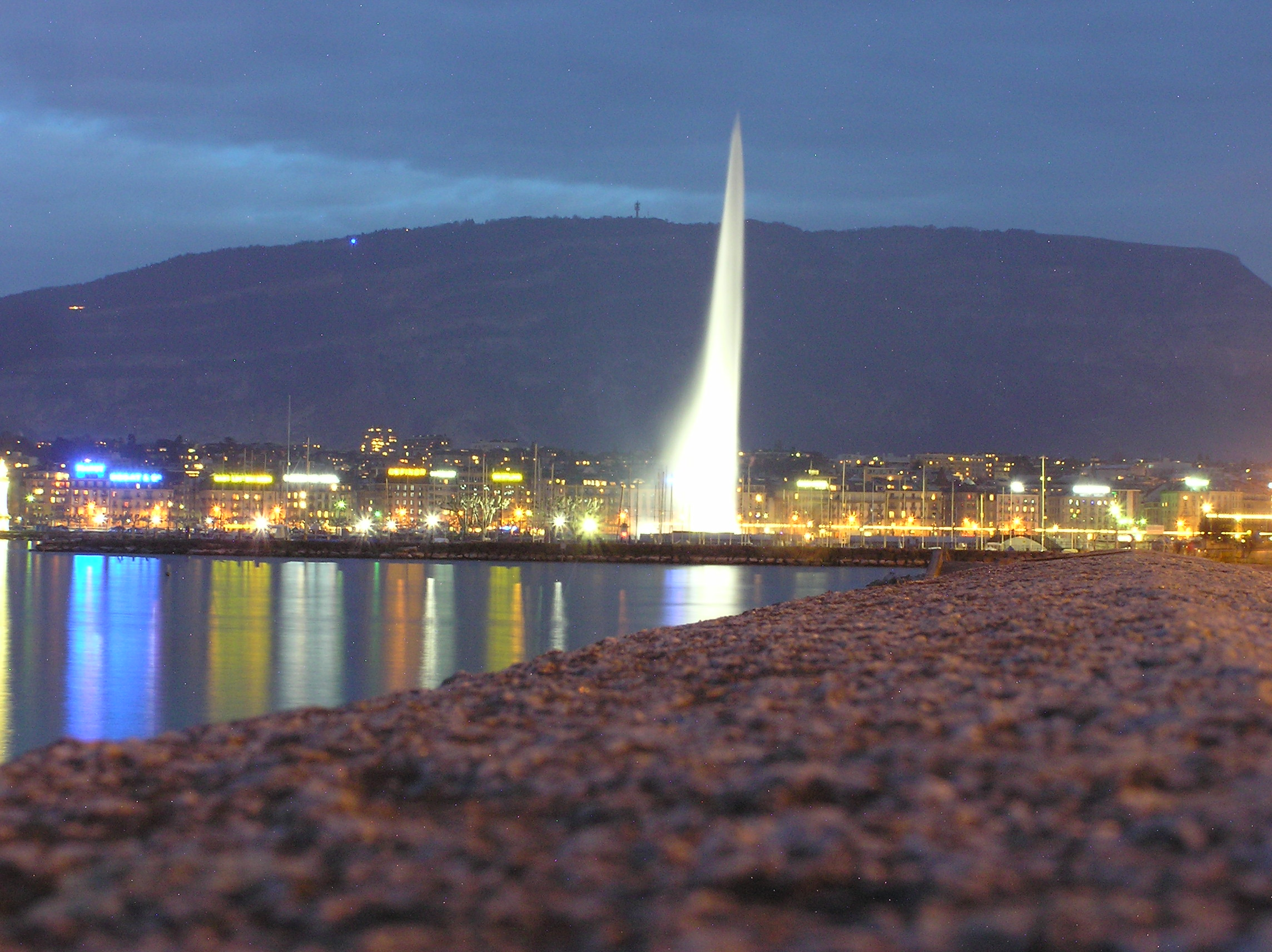
Jet d'Eau antes del anochecer
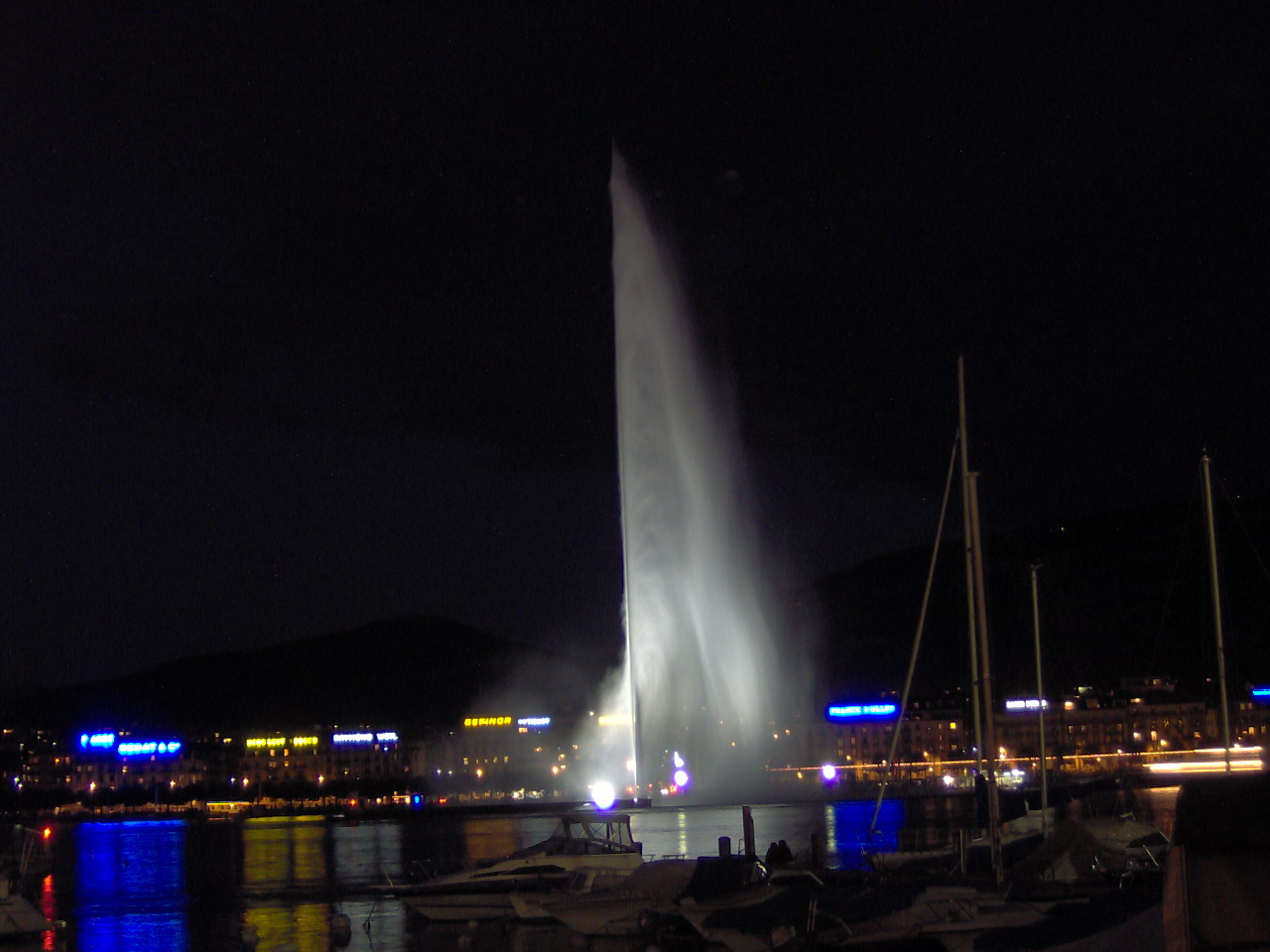
Jet d'Eau por la noche, iluminado de blanco